# Westwoodilla tone
Westwoodilla tone is een vlokreeftensoort uit de familie van de Oedicerotidae. De wetenschappelijke naam van de soort is voor het eerst geldig gepubliceerd in 2002 door Teunis Jansen.